# Estación de Begoña
Begoña es una estación del Metro de Madrid perteneciente a la línea 10, situada bajo el nudo formado por el paseo de la Castellana, la M-607 (Carretera de Colmenar Viejo) y la M-30, entre la Colonia Virgen de Begoña y el Hospital Universitario La Paz, entre los barrios de La Paz y Valverde (distrito Fuencarral-El Pardo).

## Historia
La estación fue inaugurada el 10 de junio de 1982 como parte de la entonces línea 8 hasta que el 22 de enero de 1998 pasó a formar parte de la línea 10.
Del 9 al 18 de agosto de 2024, el tramo Fuencarral-Chamartín cerró por las obras de accesibilidad en esta estación. Existió un servicio sustitutivo de autobús con parada en las estaciones afectadas, sin coste para los usuarios de Metro.
Desde el 28 de mayo de 2025, la estación es plenamente accesible gracias a la instalación de siete ascensores.

## Accesos

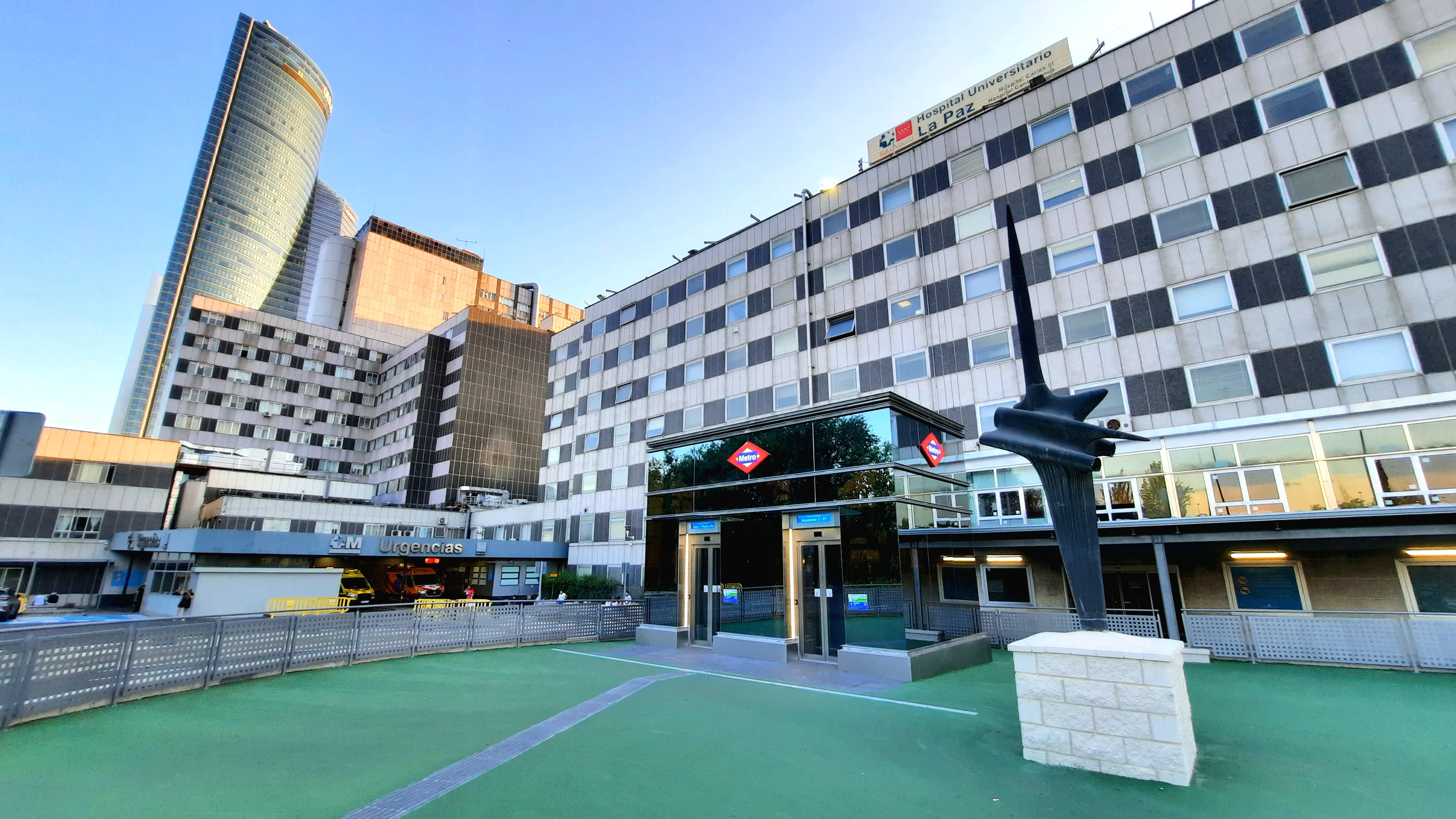
Ascensores de la estación.

Vestíbulo Begoña-Ascensor
- Begoña - Ascensor Parque de Begoña (C/ San Modesto, 4)
- La Paz - Ascensor 1 Pº Castellana, 261. Para Ciudad Sanitaria La Paz y Cuatro Torres Business Area
- La Paz - Ascensor 2 Pº Castellana, 261. Para Ciudad Sanitaria La Paz y Cuatro Torres Business Area

Vestíbulo Begoña
- San Modesto C/ San Modesto, 10. Para Hospital Ramón y Cajal, Colonia Virgen de Begoña y Juzgados.

Vestíbulo La Paz
- Ciudad Sanitaria La Paz Pº Castellana, 261 (semiesquina C/ Arzobispo Morcillo). Para Ciudad Sanitaria La Paz y Cuatro Torres Business Area

## Líneas y conexiones

### Metro
| << cabecera                                          | < estación | línea | estación > | cabecera >>    |
| ---------------------------------------------------- | ---------- | ----- | ---------- | -------------- |
| Hospital Infanta Sofía Cambio de tren en Tres Olivos | Fuencarral |       | Chamartín  | Puerta del Sur |

### Autobuses
| Diurnos   |                   |                                                    |
| Línea     | Destino           | Parada                                             |
| 179       | El Pardo          | 1602 HOSPITAL LA PAZ (Calle de Pedro Rico, 4)      |
| 67        | Plaza de Castilla | 1640 HOSPITAL LA PAZ (C/ Arzobispo Morcillo)       |
| 124       | Cuatro Caminos    | 1640 HOSPITAL LA PAZ (C/ Arzobispo Morcillo)       |
| 134       | Plaza de Castilla | 1640 HOSPITAL LA PAZ (C/ Arzobispo Morcillo)       |
| 135       | Plaza de Castilla | 1640 HOSPITAL LA PAZ (C/ Arzobispo Morcillo)       |
| 179       | Plaza de Castilla | 1640 HOSPITAL LA PAZ (C/ Arzobispo Morcillo)       |
| 124       | Lacoma            | 3222 METRO BEGOÑA (C/ San Modesto, 16)             |
| 137       | Fuencarral        | 3222 METRO BEGOÑA (C/ San Modesto, 16)             |
| 137       | Puerta de Hierro  | 3237 SAN MODESTO-SAN DACIO (C/ Virgen de Aranzazu) |
| 173       | Sanchinarro       | 3252 CASTELLANA-HOSPITAL LA PAZ                    |
| 174       | Valdebebas        | 3252 CASTELLANA-HOSPITAL LA PAZ                    |
| 175       | Las Tablas Norte  | 3252 CASTELLANA-HOSPITAL LA PAZ                    |
| 176       | Las Tablas Sur    | 3252 CASTELLANA-HOSPITAL LA PAZ                    |
| 178       | Montecarmelo      | 3252 CASTELLANA-HOSPITAL LA PAZ                    |
| 173       | Plaza de Castilla | 5521 CASTELLANA-HOSPITAL LA PAZ                    |
| 175       | Plaza de Castilla | 5521 CASTELLANA-HOSPITAL LA PAZ                    |
| 176       | Plaza de Castilla | 5521 CASTELLANA-HOSPITAL LA PAZ                    |
| 178       | Plaza de Castilla | 5521 CASTELLANA-HOSPITAL LA PAZ                    |
| Nocturnos |                   |                                                    |
| Línea     | Destino           | Parada                                             |
| N24       | Las Tablas        | 3222 METRO BEGOÑA (C/ San Modesto, 16)             |
| N24       | Cibeles           | 3237 SAN MODESTO-SAN DACIO (C/ Virgen de Aranzazu) |

| Diurnos   |                                                      |                                       |                           |
| Línea     | Destino                                              | Parada                                | Operador                  |
| 154       | San Sebastián de los Reyes Circular (por Fuencarral) | 2655 Pº Castellana - Viejas           | Interbus                  |
| 151       | Alcobendas                                           | 3253 Castellana - Nudo Norte          | Interbus                  |
| 152C      | San Sebastián de los Reyes (Dehesa Vieja)            | 3253 Castellana - Nudo Norte          | Interbus                  |
| 153       | Alcobendas - Rosa de Luxemburgo                      | 3253 Castellana - Nudo Norte          | Interbus                  |
| 154C      | San Sebastián de los Reyes (Avenida de los Quiñones) | 3253 Castellana - Nudo Norte          | Interbus                  |
| 155       | El Soto de la Moraleja                               | 3253 Castellana - Nudo Norte          | Interbus                  |
| 155B      | El Encinar de los Reyes                              | 3253 Castellana - Nudo Norte          | Interbus                  |
| 156       | San Sebastián de los Reyes (P. I. Moscatelares)      | 3253 Castellana - Nudo Norte          | Interbus                  |
| 157       | Alcobendas (Paseo de la Chopera)                     | 3253 Castellana - Nudo Norte          | Interbus                  |
| 157C      | Alcobendas (Valdelasfuentes)                         | 3253 Castellana - Nudo Norte          | Interbus                  |
| 159       | Alcobendas (Arroyo de la Vega - El Juncal)           | 3253 Castellana - Nudo Norte          | Interbus                  |
| 161       | Urbanización Fuente del Fresno                       | 3253 Castellana - Nudo Norte          | Interbus                  |
| 171       | Urbanización Santo Domingo                           | 3253 Castellana - Nudo Norte          | ALSA                      |
| 181       | Algete                                               | 3253 Castellana - Nudo Norte          | Interbus                  |
| 182       | Algete - Valdeolmos                                  | 3253 Castellana - Nudo Norte          | Interbus                  |
| 183       | Cobeña                                               | 3253 Castellana - Nudo Norte          | Interbus                  |
| 184       | El Casar de Talamanca                                | 3253 Castellana - Nudo Norte          | Interbus                  |
| 185       | Algete (Nuevo Algete)                                | 3253 Castellana - Nudo Norte          | Interbus                  |
| 191       | Buitrago del Lozoya                                  | 3253 Castellana - Nudo Norte          | ALSA                      |
| 193       | Pedrezuela - El Vellón                               | 3253 Castellana - Nudo Norte          | ALSA                      |
| 194       | Rascafría                                            | 3253 Castellana - Nudo Norte          | ALSA                      |
| 195       | Braojos                                              | 3253 Castellana - Nudo Norte          | ALSA                      |
| 196       | La Acebeda                                           | 3253 Castellana - Nudo Norte          | ALSA                      |
| 197       | Torrelaguna                                          | 3253 Castellana - Nudo Norte          | ALSA                      |
| 712       | Tres Cantos (por Avenida de los Encuartes)           | 3252 Castellana - Hospital La Paz     | ALSA                      |
| 713       | Tres Cantos (por Avenida del Parque)                 | 3252 Castellana - Hospital La Paz     | ALSA                      |
| 716       | Tres Cantos (Soto de Viñuelas)                       | 3252 Castellana - Hospital La Paz     | ALSA                      |
| 717       | Nuevo Tres Cantos                                    | 3252 Castellana - Hospital La Paz     | ALSA                      |
| 721       | Colmenar Viejo                                       | 3252 Castellana - Hospital La Paz     | Interbus                  |
| 722       | Colmenar Viejo (Glorieta del Mediterráneo)           | 3252 Castellana - Hospital La Paz     | Interbus                  |
| 724       | Manzanares - El Boalo                                | 3252 Castellana - Hospital La Paz     | Interbus                  |
| 725       | Miraflores - Bustarviejo - Valdemanco                | 3252 Castellana - Hospital La Paz     | Interbus                  |
| 726       | Guadalix de la Sierra - Navalafuente                 | 3252 Castellana - Hospital La Paz     | Interbus                  |
| 815       | Pozuelo de Alarcón                                   | 3252 Castellana - Hospital La Paz     | Avanza Movilidad Integral |
| 876       | Moralzarzal - Collado Villalba                       | 3252 Castellana - Hospital La Paz     | Francisco Larrea          |
| 151       | Madrid (Plaza de Castilla)                           | 10548 Pº Castellana - Hospital La Paz | Interbus                  |
| 152C      | Madrid (Plaza de Castilla)                           | 10548 Pº Castellana - Hospital La Paz | Interbus                  |
| 153       | Madrid (Plaza de Castilla)                           | 10548 Pº Castellana - Hospital La Paz | Interbus                  |
| 154C      | Madrid (Plaza de Castilla)                           | 10548 Pº Castellana - Hospital La Paz | Interbus                  |
| 155       | Madrid (Plaza de Castilla)                           | 10548 Pº Castellana - Hospital La Paz | Interbus                  |
| 155B      | Madrid (Plaza de Castilla)                           | 10548 Pº Castellana - Hospital La Paz | Interbus                  |
| 156       | Madrid (Plaza de Castilla)                           | 10548 Pº Castellana - Hospital La Paz | Interbus                  |
| 157       | Madrid (Plaza de Castilla)                           | 10548 Pº Castellana - Hospital La Paz | Interbus                  |
| 157C      | Madrid (Plaza de Castilla)                           | 10548 Pº Castellana - Hospital La Paz | Interbus                  |
| 159       | Madrid (Plaza de Castilla)                           | 10548 Pº Castellana - Hospital La Paz | Interbus                  |
| 161       | Madrid (Plaza de Castilla)                           | 10548 Pº Castellana - Hospital La Paz | Interbus                  |
| 181       | Madrid (Plaza de Castilla)                           | 10548 Pº Castellana - Hospital La Paz | Interbus                  |
| 182       | Madrid (Plaza de Castilla)                           | 10548 Pº Castellana - Hospital La Paz | Interbus                  |
| 183       | Madrid (Plaza de Castilla)                           | 10548 Pº Castellana - Hospital La Paz | Interbus                  |
| 184       | Madrid (Plaza de Castilla)                           | 10548 Pº Castellana - Hospital La Paz | Interbus                  |
| 185       | Madrid (Plaza de Castilla)                           | 10548 Pº Castellana - Hospital La Paz | Interbus                  |
| 191       | Madrid (Plaza de Castilla)                           | 10548 Pº Castellana - Hospital La Paz | ALSA                      |
| 193       | Madrid (Plaza de Castilla)                           | 10548 Pº Castellana - Hospital La Paz | ALSA                      |
| 194       | Madrid (Plaza de Castilla)                           | 10548 Pº Castellana - Hospital La Paz | ALSA                      |
| 195       | Madrid (Plaza de Castilla)                           | 10548 Pº Castellana - Hospital La Paz | ALSA                      |
| 196       | Madrid (Plaza de Castilla)                           | 10548 Pº Castellana - Hospital La Paz | ALSA                      |
| 197       | Madrid (Plaza de Castilla)                           | 10548 Pº Castellana - Hospital La Paz | ALSA                      |
| 712       | Madrid (Plaza de Castilla)                           | 10550 Pº Castellana - Hospital La Paz | ALSA                      |
| 713       | Madrid (Plaza de Castilla)                           | 10550 Pº Castellana - Hospital La Paz | ALSA                      |
| 716       | Madrid (Plaza de Castilla)                           | 10550 Pº Castellana - Hospital La Paz | ALSA                      |
| 717       | Madrid (Plaza de Castilla)                           | 10550 Pº Castellana - Hospital La Paz | ALSA                      |
| 721       | Madrid (Plaza de Castilla)                           | 10550 Pº Castellana - Hospital La Paz | Interbus                  |
| 722       | Madrid (Plaza de Castilla)                           | 10550 Pº Castellana - Hospital La Paz | Interbus                  |
| 724       | Madrid (Plaza de Castilla)                           | 10550 Pº Castellana - Hospital La Paz | Interbus                  |
| 725       | Madrid (Plaza de Castilla)                           | 10550 Pº Castellana - Hospital La Paz | Interbus                  |
| 726       | Madrid (Plaza de Castilla)                           | 10550 Pº Castellana - Hospital La Paz | Interbus                  |
| 815       | Madrid (Chamartín)                                   | 10550 Pº Castellana - Hospital La Paz | Avanza Movilidad Integral |
| 876       | Madrid (Plaza de Castilla)                           | 10550 Pº Castellana - Hospital La Paz | Francisco Larrea          |
| Nocturnos |                                                      |                                       |                           |
| Línea     | Destino                                              | Parada                                | Operador                  |
| N101      | Alcobendas                                           | 3253 Castellana - Nudo Norte          | Interbus                  |
| N102      | San Sebastián de los Reyes                           | 3253 Castellana - Nudo Norte          | Interbus                  |
| N103      | Algete                                               | 3253 Castellana - Nudo Norte          | Interbus                  |
| N104      | El Molar                                             | 3253 Castellana - Nudo Norte          | ALSA                      |
| N701      | Tres Cantos                                          | 3252 Castellana - Hospital La Paz     | ALSA                      |
| N702      | Colmenar Viejo                                       | 3252 Castellana - Hospital La Paz     | Interbus                  |
| N101      | Madrid (Plaza de Castilla)                           | 10548 Pº Castellana - Hospital La Paz | Interbus                  |
| N102      | Madrid (Plaza de Castilla)                           | 10548 Pº Castellana - Hospital La Paz | Interbus                  |
| N103      | Madrid (Plaza de Castilla)                           | 10548 Pº Castellana - Hospital La Paz | Interbus                  |
| N104      | Madrid (Plaza de Castilla)                           | 10548 Pº Castellana - Hospital La Paz | ALSA                      |
| N701      | Madrid (Plaza de Castilla)                           | 10550 Pº Castellana - Hospital La Paz | ALSA                      |
| N702      | Madrid (Plaza de Castilla)                           | 10550 Pº Castellana - Hospital La Paz | Interbus                  |

## Galería de imágenes

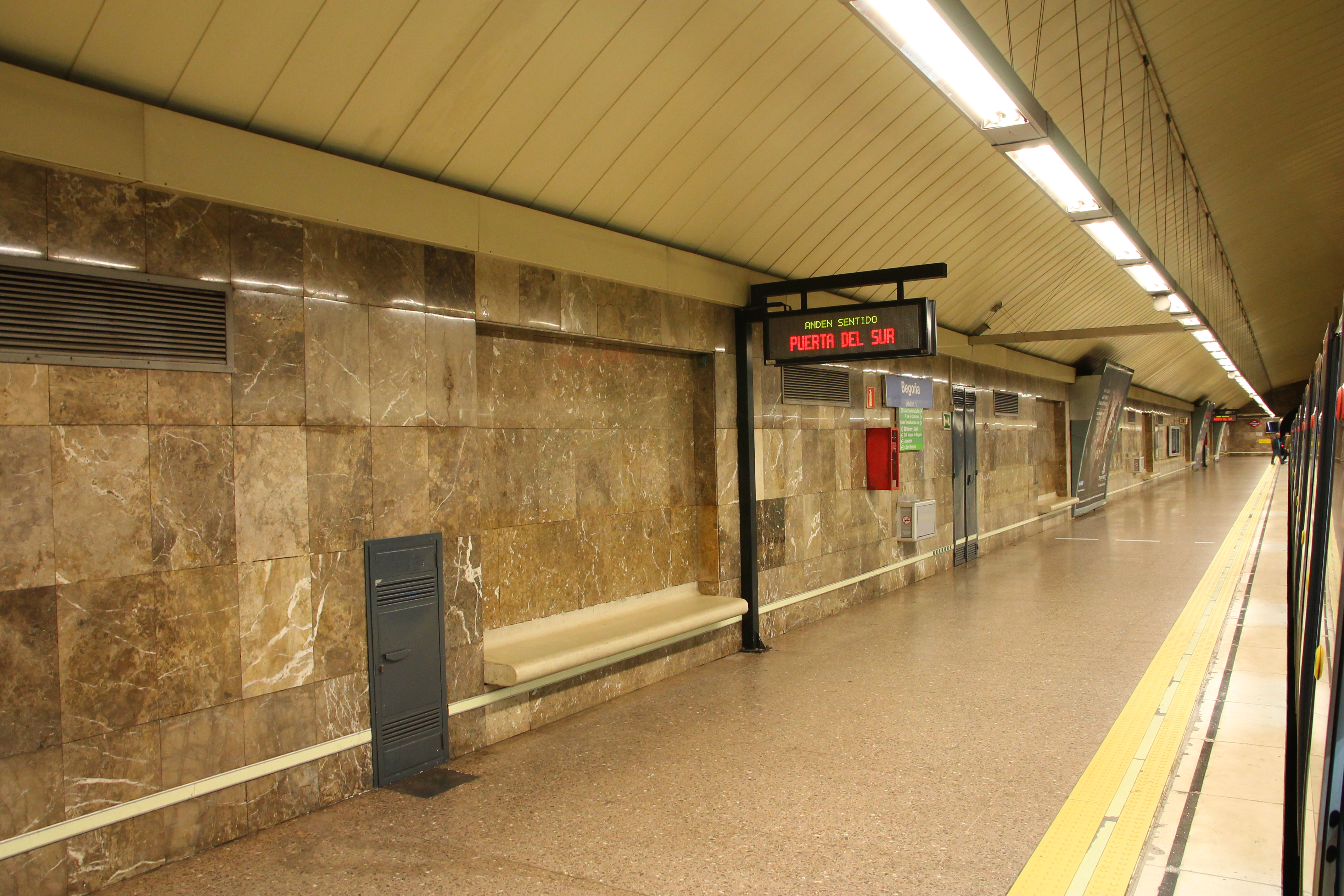
Andén de la estación antes de su reforma
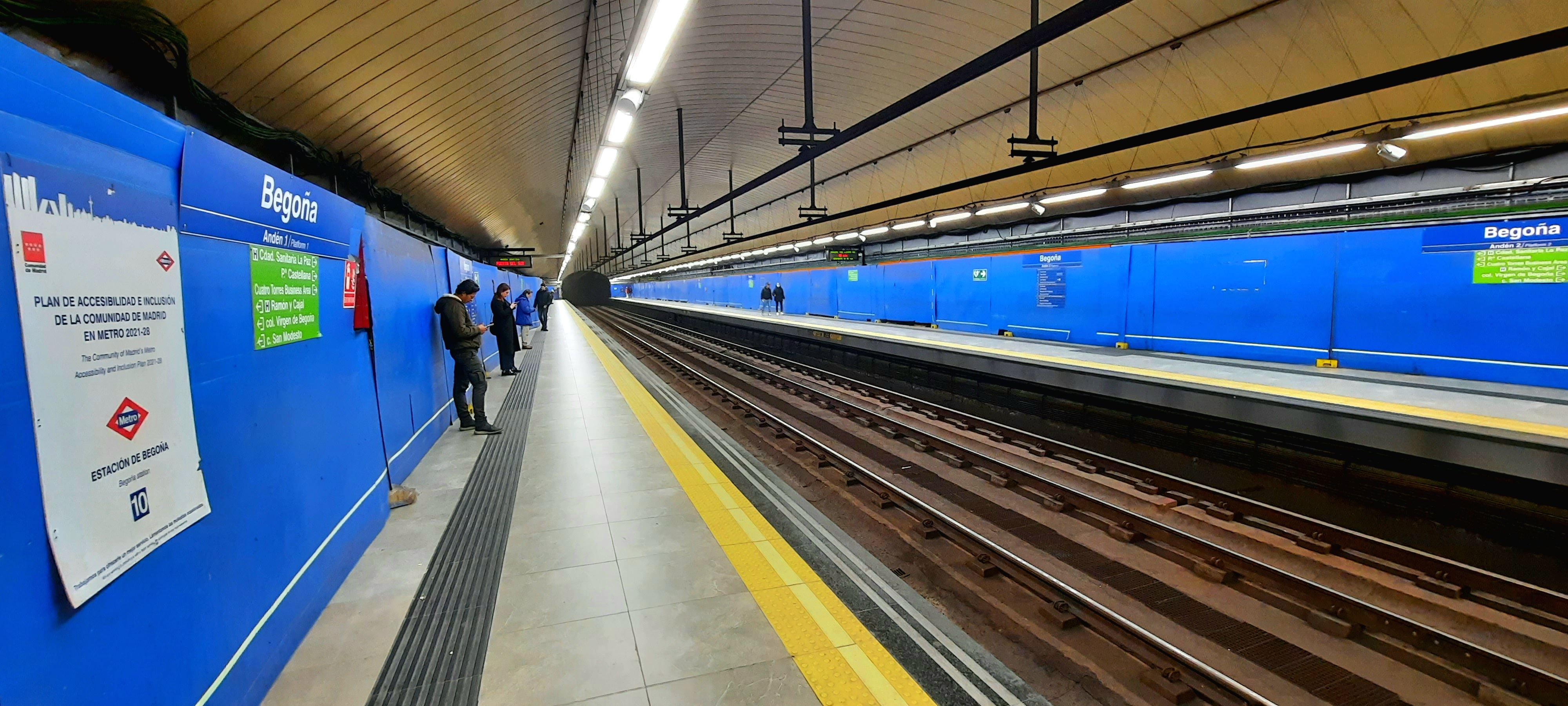
Andenes de la estación en su proceso de la reforma
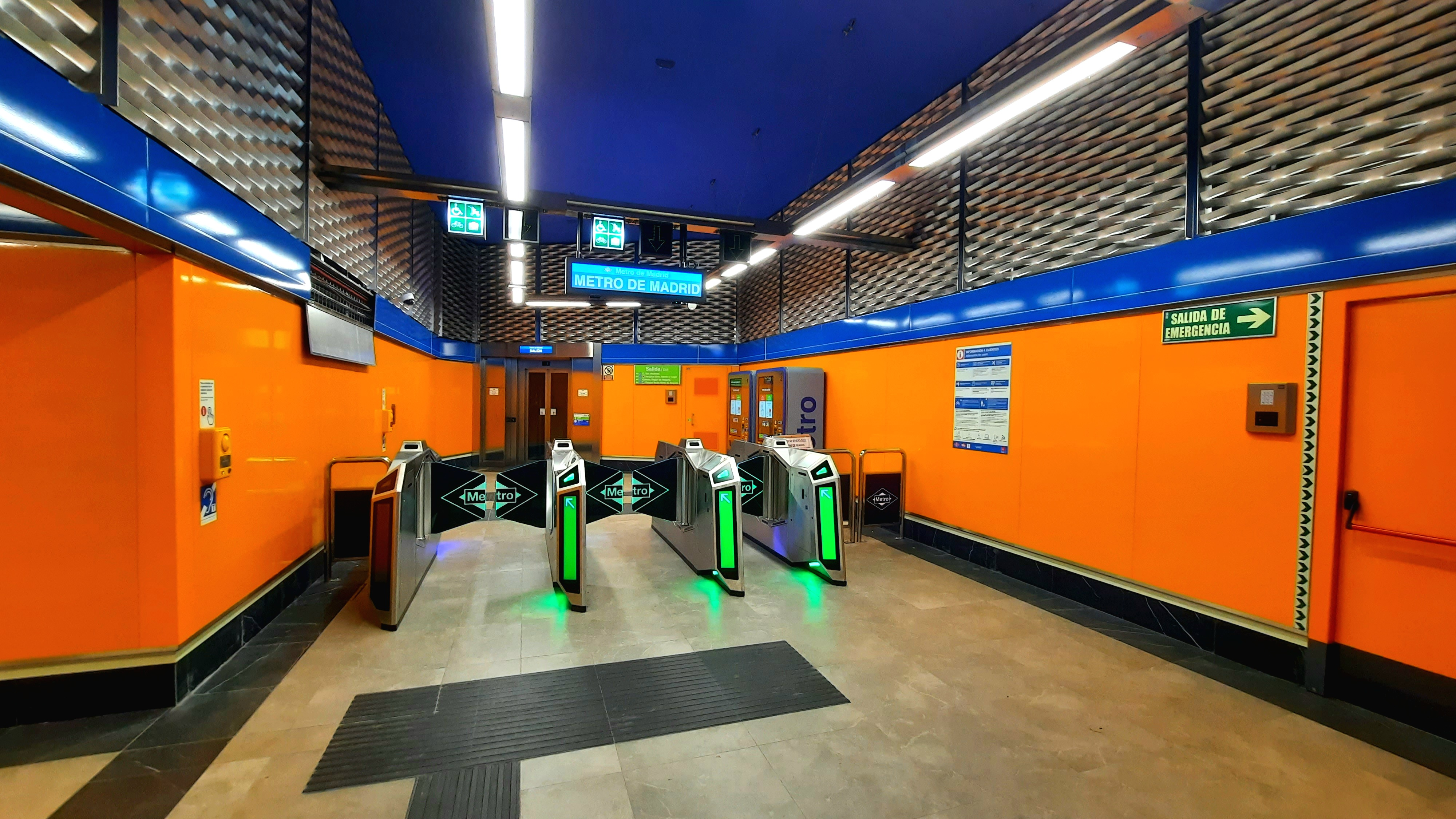
Vestíbulo de Begoña
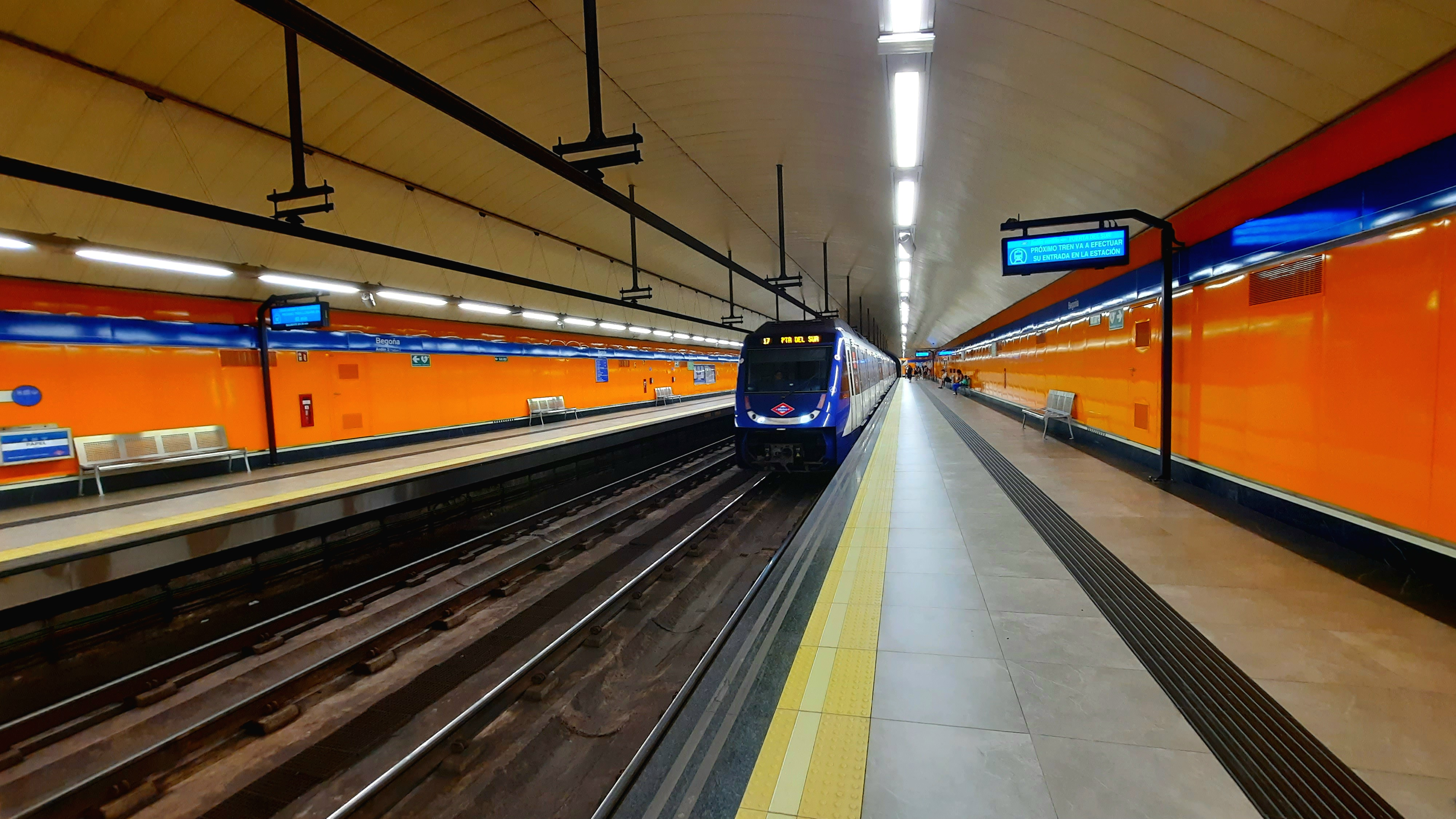
Andenes de la estación reformada en la actualidad.